# The Butterfly Effect 3: Revelations
The Butterfly Effect 3: Revelations (bra: Efeito Borboleta: Revelação) é um filme estadunidense que estreou em 2009, dirigido por Seth Grossman. É o terceiro e último filme que fecha a trilogia. O filme trouxe novos atores.

## Sinopse
O terceiro filme da trilogia Efeito Borboleta volta com o mesmo tema já explorado nos dois primeiros, a possibilidade que uma pessoa tem de voltar no tempo e modificar seu passado conseguindo um presente e consequentemente um futuro diferente. O dono do poder dessa vez é Sam Reide que descobre que pode voltar ao passado e salvar as pessoas que um dia ele perdeu.
Porém, dessa vez as coisas ficam no mínimo mais complexas para ele, porque toda vez que ele tenta voltar no tempo para salvar alguém acaba deixando outra pessoa morrer, como no caso do incêndio que matou sua irmã e ele volta no tempo, e a salva, porém, acaba perdendo os pais de forma definitiva. Depois disso, ele resolve utilizar seu dom para agir em pról dos outros e resolver crimes sem solução, auxiliando a polícia de sua cidade.
Mas Sam acaba “ganhando” um caso inusitado e perigoso para resolver. A irmã de sua ex-namorada dos tempos de colégio lhe pede para que ele ajude a desvendar um crime do qual um inocente foi incriminado, porém quando ele tenta pela primeira vez voltar ao passado, a sua ex-namorada e a irmã dela acabam morrendo, mas mais do que isso, Sam descobre que o seu retorno ao passado fez com que surgisse um serial Killer que foi responsável pela morte de outras seis mulheres. Agora está nas mãos dele desvendar o passado, salvar aquelas vidas e voltar a ter uma vida normal.

## Elenco
- Chris Carmack.....Sam Reide
- Rachel Miner.....Jenna Reide
- Melissa Jones.....Vicki
- Kevin Yon.....Harry Goldburg
- Lynch R. Travis.....det. Dan Glenn
- Sarah Habel.....Elizabeth Brown
- Mia Serafino.....Rebecca Brown
- Hugh Maguire.....det. Jack Nicholas
- Richard Wilkinson.....Lonnie Flennons
- Chantel Giacalone.....Anita Barnes
- Michael Ellison..... namorado de Anita
- Ulysses Hernandez........ Paco
- Linda Boston.....Landlady
- Michael Paul Place.....Sam
- Catherine Towne.....Jenna